# Terry Phelan
Terrence Phelan (Manchester, 1967. március 16. –) ír válogatott labdarúgó.

## Pályafutása

### Klubcsapatban
Manchesterben született Angliában. Pályafutását a Leeds United utánpótlásában kezdte. Az 1985–86-os szezonban a felnőzz együttesben 19 mérkőzésen kapott lehetőséget, majd az idény végén távozott a Swansea Cityhez, ahol szintén egy évig játszott. 1987 és 1992 között a Wimbledon FC játékosa volt, melynek tagjaként 1988-ban megnyerte az FA-kupát. 1992-ben a Manchester City szerződtette, ahol három és fél évet töltött. 1995 és 1997 között a Chelseat erősítette, majd az Everton játékosa lett. 1999-ben kölcsönadták a Crystal Palace-nek. 2000-ben a Fulham igazolta le, mellyel 2001-ben feljutott a Premier League-be. Még ebben az évben egy kis időre a Sheffield United tagja volt, majd az Egyesült Államokba távozott a Charleston Battery együtteséhez. 2005-ben az új-zélandi Otago United szerződtette és játékosedzőként segítette a klubot négy éven keresztül.

### A válogatottban
1991 és 2000 között 42 mérkőzésen szerepelt az ír válogatottban és 1 gólt szerzett. Részt vett az 1994-es világbajnokságon.

## Sikerei, díjai
Wimbledon FC
- FA-kupagyőztes (1): 1987–88

Fulham
- Angol másodosztályú bajnok (1): 2000–01